# Foveosa
Foveosa es un género de arañas araneomorfas de la familia Lycosidae. Se encuentra en África subsahariana.

## Lista de especies
Según The World Spider Catalog 12.0:
- Foveosa adunca Russell-Smith, Alderweireldt & Jocqué, 2007
- Foveosa albicapillis Russell-Smith, Alderweireldt & Jocqué, 2007
- Foveosa foveolata (Purcell, 1903)
- Foveosa infuscata Russell-Smith, Alderweireldt & Jocqué, 2007
- Foveosa tintinabulum Russell-Smith, Alderweireldt & Jocqué, 2007